# Xenoseptoria
Xenoseptoria is een monotypisch geslacht van schimmels behorend tot de familie Phaeosphaeriaceae. Het bevat alleen Xenoseptoria neosaccardoi. 